# 喬弗利·科克斯
喬弗利·科克斯爵士（英語：Sir Charles Geoffrey Cox，1960年4月30日—）是一位英格蘭政治人物，他的黨籍是保守黨。自2005年開始，他擔任托里奇和西德文選區選出的英國下議院議員。2018年7月，首相文翠珊委任他為英格蘭及威爾斯檢察總長，同時當然為北愛爾蘭法律事務專員。他曾就讀於劍橋大學唐寧學院。